# Sylvain Lacombe
Pour les articles homonymes, voir Lacombe.
Sylvain Lacombe est un coureur automobile né le 15 mars 1962 à Terrebonne au Québec (Canada) principalement actif dans la Série ACT Castrol. Il a commencé sa carrière dans les années 1980 à l'Autodrome Laval. Après avoir annoncé sa retraite à la fin de la saison 2010, il a fait un retour pour les deux dernières courses de la saison 2011. Il est le frère du pilote Martin Lacombe.
Premier champion de la Série nationale Castrol en 2005. Vainqueur des deux premières courses de l'histoire de la Série nationale Castrol le 15 mai 2005 à l'Autodrome St-Eustache et le 4 juin 2005 à l'Autodrome Saguenay.
14 victoires en Série nationale Castrol et Série ACT Castrol, dont neuf à l'Autodrome St-Eustache.
1 victoire dans la série ACT Tour le 29 juin 2002 au Circuit Riverside Speedway Ste-Croix.
6 fois vainqueur de la course St-Eustache 300  de l'Autodrome St-Eustache en 1995, 2002, 2005, 2006, 2007 et 2008.
Vice-champion de la Série Suprême ADL Tobacco en 2000. Champion du championnat local LMS de l'Autodrome Montmagny en 2001.

## Victoires de Sylvain Lacombe en Série nationale Castrol et Série ACT Castrol
- 15 mai 2005 Autodrome St-Eustache
- 4 juin 2005 Autodrome Saguenay
- 30 juillet 2005 Autodrome St-Félicien
- 4 septembre 2005 Autodrome Montmagny
- 11 septembre 2005 Autodrome St-Eustache
- 2 octobre 2005 Autodrome St-Eustache
- 4 juin 2006 Autodrome Chaudière
- 2 septembre 2006 Autodrome St-Eustache
- 8 octobre 2006 Autodrome St-Eustache
- 16 juin 2007 Autodrome St-Eustache
- 24 juillet 2007 Circuit Riverside Speedway Ste-Croix
- 23 septembre 2007 Autodrome St-Eustache
- 20 septembre 2008 Autodrome St-Eustache
- 31 juillet 2010 Autodrome St-Eustache